# デヴィッド・ヘアー
デヴィッド・ヘアー（David Hare、1947年6月5日 - ）は、イングランド出身の劇作家・映画監督・脚本家。

## 略歴
ケンブリッジ大学で学び、1970年に初めての戯曲 "Slag" が上演される。また、1985年に監督した映画『ウェザビー』でベルリン国際映画祭の金熊賞を受賞。1995年の "Skylight" ではローレンス・オリヴィエ賞を受賞。トニー賞にも3度ノミネートされている。1998年にはナイトの称号を得ている。
妻はアルゼンチン出身のファッションデザイナー、ニコル・ファーリ。

## 作品

### 戯曲
- プレンティ Plenty (1978)
- Racing Demon (1990)
- The Absence of War (1993)
- Skylight (1995)
- ブルー・ルーム The Blue room (1998年初演、アルトゥル・シュニッツラーの原作、ニコール・キッドマン主演で話題となった)
- Via Dolorosa (1998年初演、パレスチナ問題を扱った)
- The Permanent Way (2004)
- Stuff Happens (2004年9月にロンドンにて初演。イラク戦争を題材にしており、アメリカやオーストラリアでも上演された)
- The Vertical Hour (2006年12月にサム・メンデス演出、ジュリアン・ムーア主演でロンドンにて初演）

### 映画脚本
- プレンティ Plenty (1985)
- ダメージ Damage (1992)
- めぐりあう時間たち The Hours (2002)
- 否定と肯定 Denial（2016年）

### 監督
- ウェザビー Wetherby (1985)
- パリスbyナイト Paris by Night (1988) 脚本も
- ストラップレス Strapless (1989) 脚本も